# Pulau Pinang (Pulau Pinang)
Pulau Pinang is een bestuurslaag in het regentschap Lahat van de provincie Zuid-Sumatra, Indonesië. Pulau Pinang telt 657 inwoners (volkstelling 2010).